# Йожеф Перені
Йожеф Перені (угор. Perényi József; 5 квітня 1915 — 26 жовтня 1981) — угорський історик, професор Будапештського університету.

## Праці
Головні праці угорською мовою: «Історія Польщі» (Будапешт, 1962), «Із секретів майстерні історика» (Будапешт, 1966).
У монографії «Из истории закарпатских украинцев 1849—1914» («З історії закарпатських українців 1849—1914»; Будапешт, 1957) висвітлив соціально-економічні відносини та розвиток національного руху на Закарпатті.
Питань історії України торкається також у працях:
- «Взаимоотношения между венграми и восточнославянскими племенами» («Взаємини між угорцями та східнослов'янськими племенами», «Studia Slavica»),
- «Початки церковної унії закарпатських українців у середині XVII ст.» (угорською мовою; в «A. Magyar Tudomάnyos Akadémia Nyelvés Irodalomtudomάnyi Osztalyanak Közleményei», Будапешт, 1958),
- «Украинская грамота Софии Батори 1674 г.» («Українська грамота Софії Баторій 1674 року», спільно з Емілем Балецьким, «Studia Slavica», Будапешт, 1959).